# Wahlkreis Rhein-Hunsrück
Der Wahlkreis Rhein-Hunsrück (Wahlkreis 16) ist ein Landtagswahlkreis in Rheinland-Pfalz.
Bei seiner Neuerrichtung zur Landtagswahl 1991 war der Wahlkreis noch identisch mit dem Rhein-Hunsrück-Kreis, später verlor er jedoch die Verbandsgemeinde Kirchberg (Hunsrück) an einen anderen Wahlkreis. Dem Wahlkreis Rhein-Hunsrück verbleiben seitdem die verbandsfreie Stadt Boppard und die Verbandsgemeinden Simmern, Kastellaun, Rheinböllen und die Verbandsgemeinde Hunsrück-Mittelrhein mit den Städten Emmelshausen, Sankt Goar und Oberwesel.

## Wahl 2021
Für die Landtagswahl 2021 traten folgende Kandidaten an:
| Direktkandidaten                  | Partei           | Wahlkreisstimmen in % | Landesstimmen in % |
| --------------------------------- | ---------------- | --------------------- | ------------------ |
| Ruth Greb                         | SPD              | 29,6                  | 34,8               |
| Tobias Vogt                       | CDU              | 36,5                  | 32,6               |
| Ralf Schönborn                    | AfD              | 06,9                  | 06,8               |
| Thorsten Hachmer                  | FDP              | 06,7                  | 06,3               |
| Ralf Kauer                        | Grüne            | 10,1                  | 06,7               |
| –                                 | Die Linke        | –                     | 02,1               |
| Tobias Eiserloh                   | Freie Wähler     | 08,7                  | 05,1               |
| –                                 | Piraten          | –                     | 00,5               |
| –                                 | ÖDP              | –                     | 00,9               |
| –                                 | Klimaliste       | –                     | 00,5               |
| –                                 | Die PARTEI       | –                     | 01,0               |
| –                                 | Tierschutzpartei | –                     | 01,6               |
| Detlef Barsuhn                    | Volt             | 01,6                  | 01,2               |
| Wahlberechtigte: 65.342 Einwohner |                  |                       |                    |
| Wahlbeteiligung: 68,2 %           |                  |                       |                    |

## Wahl 2016
Die Ergebnisse der Wahl zum 17. Landtag Rheinland-Pfalz vom 13. März 2016:
| Direktkandidaten                  | Partei    | Wahlkreisstimmen | Landesstimmen |
| --------------------------------- | --------- | ---------------- | ------------- |
| Sandra Porz                       | SPD       | 34,9 %           | 36,3 %        |
| Hans-Josef Bracht                 | CDU       | 40,7 %           | 37,2 %        |
| Ralf Kauer                        | GRÜNE     | 4,4 %            | 3,7 %         |
| Thomas Auler                      | FDP       | 7,5 %            | 6,9 %         |
| Jürgen Ostermeier                 | DIE LINKE | 3,2 %            | 2,6 %         |
| Sylvia Groß                       | AfD       | 9,3 %            | 9,9 %         |
| –                                 | Sonstige  | –                | 3,4 %         |
| Wahlberechtigte: 65.475 Einwohner |           |                  |               |
| Wahlbeteiligung: 73,1 %           |           |                  |               |

## Wahl 2011
Die Ergebnisse der Wahl zum 16. Landtag Rheinland-Pfalz vom 27. März 2011:
| Direktkandidaten                  | Partei    | Wahlkreisstimmen | Landesstimmen |
| --------------------------------- | --------- | ---------------- | ------------- |
| Joachim Mertes                    | SPD       | 35,6 %           | 33,1 %        |
| Hans-Josef Bracht                 | CDU       | 42,3 %           | 39,3 %        |
| Thomas Auler                      | FDP       | 5,7 %            | 5,6 %         |
| Siegrid Braun                     | GRÜNE     | 12,5 %           | 14,5 %        |
| Margarete Skupin                  | DIE LINKE | 3,3 %            | 2,8 %         |
| Christopher Berndt                | PBC       | 0,7 %            | –             |
| –                                 | Sonstige  | –                | 4,8 %         |
| Wahlberechtigte: 65.531 Einwohner |           |                  |               |
| Wahlbeteiligung: 65,9 %           |           |                  |               |

- Direkt gewählt wurde Hans-Josef Bracht (CDU).[5]
- Joachim Mertes (SPD) wurde über die Landesliste (Listenplatz 7) gewählt.[7]

## Wahl 2006
Die Ergebnisse der Wahl zum 15. Landtag Rheinland-Pfalz vom 26. März 2006:
| Direktkandidaten                  | Partei   | Wahlkreisstimmen | Landesstimmen |
| --------------------------------- | -------- | ---------------- | ------------- |
| Joachim Mertes                    | SPD      | 40,6 %           | 44,3 %        |
| Hans-Josef Bracht                 | CDU      | 41,6 %           | 35,6 %        |
| Thomas Auler                      | FDP      | 9,6 %            | 9,3 %         |
| Siegrid Braun-Pfaff               | GRÜNE    | 4,4 %            | 3,9 %         |
| Eckhard Braun                     | WASG     | 3,0 %            | 2,5 %         |
| Horst Hilgert                     | PBC      | 0,8 %            | 0,7 %         |
| –                                 | Sonstige | –                | 3,7 %         |
| Wahlberechtigte: 65.909 Einwohner |          |                  |               |
| Wahlbeteiligung: 62,6 %           |          |                  |               |

- 2006 wurde Hans-Josef Bracht (CDU) aus Rheinböllen direkt gewählt. Er ist seit 1996 Mitglied des Landtags.[8]
- Joachim Mertes (SPD) aus Buch wurde über die Landesliste (Listenplatz 3) in den Landtag gewählt.[10] Er ist seit 1983 Mitglied des Landtags.
- Thomas Auler (FDP) aus Riesweiler wurde über die Bezirksliste 2 (Listenplatz 2) in den Landtag gewählt.[10] Er war von 2006 bis 2011 Mitglied des Landtags.

## Wahlkreissieger
| Wahl | Name              | Partei | Stimmenanteil |
| ---- | ----------------- | ------ | ------------- |
| 1991 | Gisela Neubauer   | CDU    | 43,1 %        |
| 1996 | Hans-Josef Bracht | CDU    | 47,1 %        |
| 2001 | Hans-Josef Bracht | CDU    | 44,2 %        |
| 2006 | Hans-Josef Bracht | CDU    | 41,6 %        |
| 2011 | Hans-Josef Bracht | CDU    | 42,3 %        |
| 2016 | Hans-Josef Bracht | CDU    | 40,7 %        |
| 2021 | Tobias Vogt       | CDU    | 36,5 %        |